# Constitutiones Hippolyti
A Constitutiones Hippolyti az Apostoli hitvallás nyolcadik könyvének az 5. században megjelent önálló, szeparált kiadása. Az eredetinél jóval rövidebb, más a beosztása, illetve az ismeretlen kiadó egy külön bevezetést is készített hozzá.